# Содномдашийн Батболд
Содномдашийн Батболд (монг. Содномдашийн Батболд; нар. 19 липня 1989) — монгольський борець вільного стилю, бронзовий призер чемпіонату світу серед студентів, бронзовий призер чемпіонату Азії.

## Спортивні результати на міжнародних змаганнях

### Виступи на Чемпіонатах Азії
| Змагання                       | Збірна   | Вагова категорія          | Місце  |
| ------------------------------ | -------- | ------------------------- | ------ |
| Чемпіонат Азії з боротьби 2016 | Монголія | вільна боротьба, до 57 кг | Бронза |

### Виступи на Кубках світу
| Змагання                    | Збірна   | Вагова категорія          | Місце |
| --------------------------- | -------- | ------------------------- | ----- |
| Кубок світу з боротьби 2016 | Монголія | вільна боротьба, до 57 кг | 6     |
| Кубок світу з боротьби 2017 | Монголія | вільна боротьба, до 57 кг | 6     |

### Виступи на Універсіадах
| Змагання               | Збірна   | Вагова категорія          | Місце |
| ---------------------- | -------- | ------------------------- | ----- |
| Літня Універсіада 2013 | Монголія | вільна боротьба, до 55 кг | 7     |

### Виступи на Чемпіонатах світу серед студентів
| Змагання                                        | Збірна   | Вагова категорія          | Місце  |
| ----------------------------------------------- | -------- | ------------------------- | ------ |
| Чемпіонат світу з боротьби серед студентів 2012 | Монголія | вільна боротьба, до 55 кг | Бронза |

### Виступи на інших змаганнях
| Змагання                                               | Збірна   | Вагова категорія          | Місце  |
| ------------------------------------------------------ | -------- | ------------------------- | ------ |
| Турнір Дана Колова — Николи Петрова 2008               | Монголія | вільна боротьба, до 55 кг | 8      |
| Відкритий кубок Монголії з боротьби 2012               | Монголія | вільна боротьба, до 55 кг | 5      |
| Гран-прі «Іван Яригін» 2014                            | Монголія | вільна боротьба, до 57 кг | 31     |
| Відкритий кубок Монголії з боротьби 2014               | Монголія | вільна боротьба, до 57 кг | 5      |
| Кубок Президента Бурятської Республіки з боротьби 2014 | Монголія | вільна боротьба, до 57 кг | Бронза |
| Гран-прі «Іван Яригін» 2015                            | Монголія | вільна боротьба, до 57 кг | 32     |
| Гран-прі Парижа з боротьби 2016                        | Монголія | вільна боротьба, до 57 кг | 5      |
| Турнір Яшара Догу 2016                                 | Монголія | вільна боротьба, до 57 кг | 17     |
| Відкритий кубок Монголії з боротьби 2016               | Монголія | вільна боротьба, до 57 кг | Бронза |
| Відкритий кубок Монголії з боротьби 2018               | Монголія | вільна боротьба, до 57 кг | Бронза |

### Виступи на змаганнях молодших вікових груп
| Змагання                                      | Збірна   | Вагова категорія          | Місце |
| --------------------------------------------- | -------- | ------------------------- | ----- |
| Чемпіонат Азії з боротьби серед юніорів 2009  | Монголія | вільна боротьба, до 55 кг | 7     |
| Чемпіонат світу з боротьби серед юніорів 2009 | Монголія | вільна боротьба, до 55 кг | 17    |